# The Carolina Tar Heels
Die Carolina Tar Heels waren eine US-amerikanische Old-Time-Band aus den 1920er und frühen 1930er Jahren. Sie sollten nicht mit den Carolina Tarheels aus Atlanta, Georgia, verwechselt werden, die in den frühen 1930er Jahren durch das Radio Bekanntheit erreichten.

## Karriere
Gegründet wurde die Band von Doc Walsh und Gwen Foster. Garley Foster (letztere standen in keiner verwandtschaftlichen Beziehung) und Clarence Ashley stießen 1928 zu den beiden Musikern. Die Carolina Tar Heels waren in ihrer Region um Piedmont äußerst berühmt. Ab Mitte der 1920er Jahre nahmen sie zahlreiche Platten für RCA Victor auf. Einige ihrer bekannten Titel sind Her Name Was Hula Lu, Bring Me A Leaf From The Sea und Shanghai in China. Ihr größter Hit wurde allerdings My Home’s Across the Blue Ridge Mountains. In den 1930er Jahren gab es eine weitere Band um Hoke Rice, die sich ebenfalls Carolina Tarheels nannte. Um sich von der Gruppe unterscheiden zu können, benannten sie sich in The Original Carolina Tar Heels um. Jedoch trennte sich die Band danach.
1961 fanden sich die ehemaligen Bandmitglieder aufgrund der großen Popularität des Folks wieder zusammen. Gemeinsam mit Walshs Sohn Drake nahmen sie 1964 für das Folk Legacy Label ein Album auf.

## Diskografie
- 1927: There Ain’t No Use Workin' So Hard / I’m Going To Georgia
- 1927: Bring Me A Leaf From The Sea / Her Name Was Hula Lou (von Gwen Foster / Doc Walsh)
- 1927: When The Good Lord Sets You Free / I Love My Mountain Home
- 1927: Bulldog Down In Sunny Tennessee / Shanghai In China
- 1927: Goodbye My Bonnie / Mama Scolds Me For Flirting
- 1928: Peg and Awl / You’re A Little Too Small
- 1928: Roll On Boys / Lay Down Baby
- 1928: There’s A Man Goin' Around Takin' Names / I Don’t Like The Blues No How
- 1929: Oh How I Hate It / Rude and Rambling Man
- 1929: My Home’s Across The Blueridge Mountains / Who’s Gonna Kiss Your Lips?
- 1929: Somebodys Tall & Handsome / The Train Done Gone and Left Me
- 1929: Old Gray Goose / Hand In Hand We Walked Together
- 1930: Can’t You Remember When Your Heart Was Mine? / I’ll Be Washed